# Alfons I d'Astúries
Alfons I d'Astúries, dit el Catòlic (693 - 757) fou rei d'Astúries (739-757)

## Orígens familiars
Hom afirma que era fill del duc Pere de Cantàbria, el qual fins al segle xix es creia que era fill del rei visigot Ervigi. Tanmateix, no existeix res que ho demostri. La connexió entre la monarquia astur i la visigoda apareix a la Crònica d'Alfons III i la Crònica Albedense, on s'afirma que Pere era de la família reial visigoda i, consegüentment, també ho era Alfons, amb la idea de crear una continuïtat institucional entre ambdós regnes. La historiografia moderna coincideix que la causa final d'aquest fenomen eren els interessos polítics i el reforçament del prestigi personal d'Alfons III.

## Regnat
Tant Pelai com el seu fill Fàfila mai se'ls va considerar reis, a diferència d'Alfons I que es va autoproclamar rei d'Astúries a la mort del seu cunyat Fàfila el 739 i se'l considera el fundador de la monarquia astur.
Amb ell el Regne va iniciar la Reconquesta, aprofitant les lluites internes dels musulmans entre els partits qaisita i iemenita. Així el 740 es va annexionar Galícia, que és abandonada pels musulmans, el 746 arribà fins al futur comtat d'Àlaba, el 751-752 expulsà els musulmans d'Astorga, i el 753-754 arribà fins a les comarques meridionals de la serralada cantàbrica. Tot i enfortir la posició estratègica del regne astur va provocar el despoblament de la vall del Duero perquè la població de les ciutats i pobles conquerits marxaven a terres més segures al nord. A la llarga va complicar els futurs avenços de tropes musulmanes vers el nord, mentre que la repoblació cristiana s'iniciarà cent anys més tard.

## Sepultura
La seva tomba és a Santa Maria de Covadonga, una de les seves fundacions, per la qual cosa rebé el sobrenom de Catòlic.

## Matrimoni
Alfons es casà amb Ermessenda d'Astúries, filla de Pelai, segons la Crònica Albeldense a iniciativa del cabdill astur. Tradicionalment es creu que aquest matrimoni va respondre a una aliança entre els dos focus de resistència cristians, atès que es considera a Alfons fill de Pere, duc de Cantàbria. Tanmateix, s'ha criticat la idea del focus de resistència, així com el fet d'atorgar només prestigi a Alfons I, que probablement va veure el matrimoni amb Ermessenda com una opció militar, alhora que esdevenia una unió dels grups asturs i càntabres.

### Descendència
El matrimoni va tenir tres fills:
- Fruela (ca. 722-768), successor d'Alfons I.
- Vimara (m. 767), assassinat pel seu germà.
- Adossenda (m. ca. 785), casada amb Silo.

L'assassinat de Vimarà fou, segons la Crònica Albeldense, que ambdós germans es van disputar el poder polític com a fills d'Ermessenda i germans d'Adossenda, figura central dels regnats posteriors, a través de la qual el seu marit Silo va esdevenir rei.

### Relació extramatrimonial
Després de la mort de la seva dona, va mantenir una relació amb una concubina anomenada Sisalda. Es desconeix l'origen exacte o si era noble, però hom ha afirmat que era una musulmana empresonada durant les campanyes militars d'Alfons I, mentre que d'altres la fan astur i originària de Casu o del nord-oest de Galícia. Amb aquesta dona va tenir un fill il·legítim, Mauregat, el qual, malgrat això, va arribar a ser rei d'Astúries (783-788).